# Liste d'élections en 1906
Chronologie des élections
- 1902
- 1903
- 1904
- 1905
- 1906
- 1907
- 1908
- 1909
- 1910

Cet article recense les élections organisées durant l'année 1906.

## Élections nationales en 1906
Cette section concerne les élections législatives et présidentielles dans un état souverain, éventuellement fédéral, ainsi que leurs principaux référendums.
| Date                         | État          | Élection ou référendum | Contexte | Résultat |
| ---------------------------- | ------------- | ---------------------- | --- | --- |
| 1906                         | Équateur      | Législatives (en)      | | Cette section est vide, insuffisamment détaillée ou incomplète. Votre aide est la bienvenue ! Comment faire ? |
| 9 janvier 1906 - 6 août 1907 | États-Unis    | Sénat (en)             | | Voir l'article Liste d'élections en 1907                                                                      |
| 12 janvier - 8 février       | Royaume-Uni   | Générales              | | Cette section est vide, insuffisamment détaillée ou incomplète. Votre aide est la bienvenue ! Comment faire ? |
| 1er mars                     | Brésil        | Présidentielle (en)    | | Cette section est vide, insuffisamment détaillée ou incomplète. Votre aide est la bienvenue ! Comment faire ? |
| 20 mars - 20 avril           | Empire russe  | Législatives           | Élection des 448 députés de la « Première Douma », première législature de la Douma d'État de l'Empire russe. | Cette section est vide, insuffisamment détaillée ou incomplète. Votre aide est la bienvenue ! Comment faire ? |
| 25 mars                      | Saint-Marin   | Constituantes (en)     | | Cette section est vide, insuffisamment détaillée ou incomplète. Votre aide est la bienvenue ! Comment faire ? |
| 25 mars                      | Saint-Marin   | Référendum (it)        | | Cette section est vide, insuffisamment détaillée ou incomplète. Votre aide est la bienvenue ! Comment faire ? |
| 26 mars                      | Grèce         | Législatives           | | Les partisans de Geórgios Theotókis ou « Nouveau Parti » remportent une majorité absolue.                     |
| 1er avril                    | Costa Rica    | Présidentielle (en)    | | Cette section est vide, insuffisamment détaillée ou incomplète. Votre aide est la bienvenue ! Comment faire ? |
| 29 avril                     | Portugal      | Législatives (en)      | | Cette section est vide, insuffisamment détaillée ou incomplète. Votre aide est la bienvenue ! Comment faire ? |
| 6 - 20 mai                   | France        | Législatives           | | La Gauche radicale conserve sa majorité.                                                                      |
| 20 mai                       | Belgique      | Législatives           | | Le gouvernement de Smet de Naeyer II (Parti catholique) est reconduit.                                        |
| 29 mai                       | Danemark      | Législatives           | | Le Premier ministre Jens Christian Christensen (Parti de la réforme de gauche) conserve sa majorité.          |
| 10 juin                      | Saint-Marin   | Législatives (en)      | | Cette section est vide, insuffisamment détaillée ou incomplète. Votre aide est la bienvenue ! Comment faire ? |
| 10 juin                      | Suisse        | Référendum (de)        | Loi fédérale sur le commerce                                                                                  | Acceptée |
| 11 juin                      | Serbie        | Législatives (en)      | | Cette section est vide, insuffisamment détaillée ou incomplète. Votre aide est la bienvenue ! Comment faire ? |
| 25 juin                      | Chili         | Présidentielle (en)    | | Cette section est vide, insuffisamment détaillée ou incomplète. Votre aide est la bienvenue ! Comment faire ? |
| Juillet                      | Perse         | Législatives (en)      | | Cette section est vide, insuffisamment détaillée ou incomplète. Votre aide est la bienvenue ! Comment faire ? |
| 28 - 30 juillet              | Liechtenstein | Générales (en)         | | Cette section est vide, insuffisamment détaillée ou incomplète. Votre aide est la bienvenue ! Comment faire ? |
| 5 - 27 août                  | Norvège       | Législatives (en)      | | Cette section est vide, insuffisamment détaillée ou incomplète. Votre aide est la bienvenue ! Comment faire ? |
| 19 août                      | Portugal      | Législatives (en)      | | Cette section est vide, insuffisamment détaillée ou incomplète. Votre aide est la bienvenue ! Comment faire ? |
| 18 - 26 septembre            | Suède         | 1re Chambre (sv)       | | Cette section est vide, insuffisamment détaillée ou incomplète. Votre aide est la bienvenue ! Comment faire ? |
| 27 septembre                 | Monténégro    | Législatives (en)      | | Cette section est vide, insuffisamment détaillée ou incomplète. Votre aide est la bienvenue ! Comment faire ? |
| 6 novembre                   | États-Unis    | Chambre (en)           | | Cette section est vide, insuffisamment détaillée ou incomplète. Votre aide est la bienvenue ! Comment faire ? |
| 25 novembre                  | Uruguay       | Sénatoriales (en)      | | Cette section est vide, insuffisamment détaillée ou incomplète. Votre aide est la bienvenue ! Comment faire ? |
| 12 décembre                  | Australie     | Fédérales              | | Le Premier ministre George Reid (Parti pour le libre-échange) conserve sa majorité.                           |
| 12 décembre                  | Australie     | Référendum (en)        | | Cette section est vide, insuffisamment détaillée ou incomplète. Votre aide est la bienvenue ! Comment faire ? |

## Élections en subdivisions nationales en 1906
Cette section concerne les élections législatives dans un État fédéré, une subdivision territoriale ou une colonie d'un État souverain, ainsi que leurs principaux référendums.
| Date             | Subdivision           | État               | Élection ou référendum | Contexte | Résultat |
| ---------------- | --------------------- | ------------------ | ---------------------- | -------- | --- |
| 1906             | Guyane britannique    | Empire britannique | Générales (en)         |          | Cette section est vide, insuffisamment détaillée ou incomplète. Votre aide est la bienvenue ! Comment faire ? |
| Mars             | Suriname              | Pays-Bas           | Législatives (en)      |          | Cette section est vide, insuffisamment détaillée ou incomplète. Votre aide est la bienvenue ! Comment faire ? |
| 29 mars          | Tasmanie              | Australie          | Législatives (en)      |          | Cette section est vide, insuffisamment détaillée ou incomplète. Votre aide est la bienvenue ! Comment faire ? |
| 28 avril - 8 mai | Hongrie               | Autriche-Hongrie   | Législatives (en)      |          | Cette section est vide, insuffisamment détaillée ou incomplète. Votre aide est la bienvenue ! Comment faire ? |
| 3 - 5 mai        | Croatie-Slavonie      | Autriche-Hongrie   | Législatives (en)      |          | Cette section est vide, insuffisamment détaillée ou incomplète. Votre aide est la bienvenue ! Comment faire ? |
| 20 juin          | Nouvelle-Écosse       | Canada             | Législatives (en)      |          | Cette section est vide, insuffisamment détaillée ou incomplète. Votre aide est la bienvenue ! Comment faire ? |
| 18 juillet       | Îles Féroé            | Danemark           | Générales              |          | Le Parti de l'union remporte une majorité absolue.                                                            |
| 3 novembre       | Australie-Méridionale | Australie          | Législatives (en)      |          | Cette section est vide, insuffisamment détaillée ou incomplète. Votre aide est la bienvenue ! Comment faire ? |